# ميريفيل: رجل عصره (رواية)
ميريفيل: رجل عصره (بالإنجليزية: Merivel: A Man of His Time)‏ هي رواية للكاتبة الإنجليزية روز تريمين، نشرت عام 2012، عن دار نشر في المملكة المتحدة.